# Hemitremia flammea
Hemitremia flammea је зракоперка из реда Cypriniformes.

## Угроженост
Подаци о распрострањености ове врсте су недовољни.

## Распрострањење
Врста је присутна само у Сједињеним Америчким Државама.

## Станиште
Станиште врсте су слатководна подручја.